# Керування повітряним рухом
Управлі́ння пові́тряним ру́хом (УПР) — це складова частина обслуговування повітряного руху (ОПР),  яка являє собою безпосередню взаємодію між диспетчером управління повітряним рухом (авіадиспетчером) та екіпажем повітряного судна (ЕПС), а також іншими службами (метеорологічними, технічними та аеродромними).

## Головні задачі УПР
1. запобігання зіткненням ПС між собою у повітрі, на пероні та на злітно-посадковій смузі (ЗПС), а також запобігання зіткненням повітряних суден з перешкодами;
2. прискорення  та підтримка  впорядкованого потоку повітряного руху;
3. видача необхідної інформації та допомога ЕПС в аварійних ситуаціях;
4. видача іншої необхідної інформації (метеорологічної, радіотехнічної тощо)

## Методи реалізації

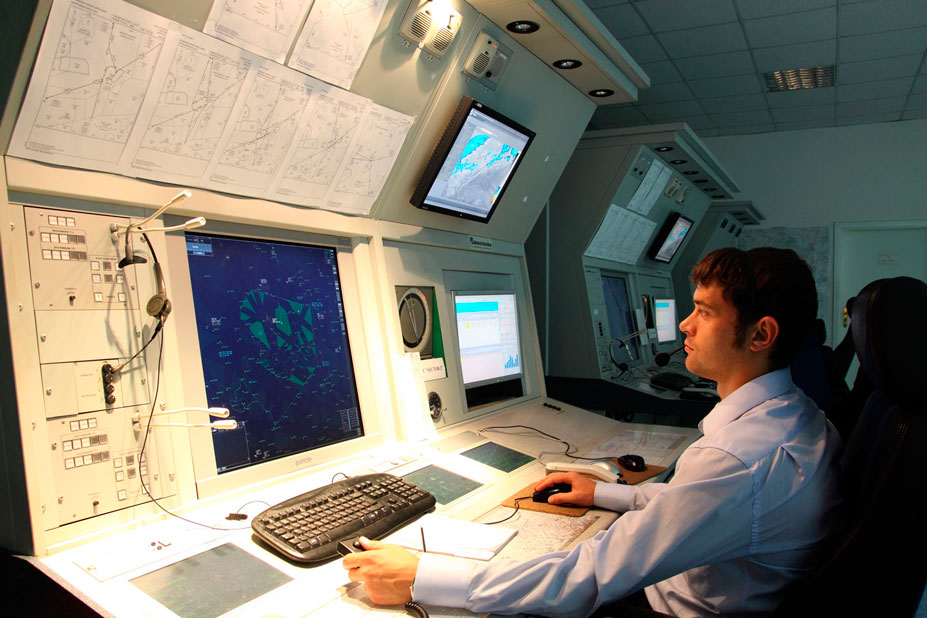
Диспетчер,-Одеський-РСП-Украероруху

Авіадиспетчери, використовуючи засоби спостереження за повітряною обстановкою, радіотехнічні засоби (радіостанції, пеленгатори тощо)  безперервно здійснюють моніторинг повітряної обстановки та виявляють потенційно конфліктні ситуації (ситуації коли є загроза сходження ПС в одному місці, на тому ж рівні польоту, в той самий час).
Потенційно конфліктні ситуації вирішуються диспетчерами визначеними методами:
- видачою команди на зміну висоти (ешелону польоту);
- видачою команди на зміну курсу та маршруту польоту;
- видачою команди на зміну швидкості польоту;
- іншими методами.

Ведення радіообміну між екіпажами ПС, органами ОПР та відповідними наземними службами на території України, у повітряному просторі України та повітряному просторі над відкритим морем, де відповідальність за ОПР покладено на Україну, здійснюється англійською або російською мовами, вище 275 ешелону польота тільки англійською (на запит російською).